# 랜돌프 스콧
조지 랜돌프 스콧(George Randolph Scott, 1898년 1월 23일 ~ 1987년 3월 2일)은 20세기에 활동했던 미국의 배우이다.

## 영화
- 하오의 결투 (1962년)
- 코만치 스테이션 (1960년)
- 외로이 달리다 (1959년)
- 부캐넌의 고독한 질주 (1958년)
- 선다운의 결전 (1957년)
- 톨 T (1957년)
- 7인의 무뢰한 (1956년)
- 스타리프트 (1951년)
- 캐나다 평원 (1949년)
- 크리스마스 이브 (1947년)
- 벨 오브 더 유콘 (1944년)
- 폴로우 더 보이즈 (1944년)
- 콜벳 K-225 (1943년)
- 리비아 상륙작전 (1942년)
- 약탈자 (1942년)
- 달톤 4형제 (1940년) - 토드 잭슨 역
- 버지니아 시티 (1940년) - 캡틴 밴스 얼비 역
- 수잔나 오브 더 마운티스 (1939년)
- 무법자 제시 제임스 (1939년)
- 써니브룩 농장의 레베카 (1938년)
- 고 웨스트 영 맨 (1936년)
- 폴로우 더 플릿 (1936년)
- 모히칸 족의 최후 (1936년)
- 소 레드 더 로즈 (1935년)
- 로버타 (1935년)
- 하사모테 여왕의 비밀 (1935년)
- 라스트 라운드업 (1934년)
- 동물원 속의 살인자 (1933년)
- 투 더 라스트 맨 (1933년)
- 맨 오브 더 포레스트 (1933년)
- 선셋 패스 (1933년)
- 썬더링 허드 (1933년)
- 와일드 호스 메사 (1932년)
- 헤리티지 오브 더 데저트 (1932년)
- 무모한 천성 (1930년)